# Yamamoto Tsunetomo
Yamamoto Tsunetomo, noto anche con il nome buddhista Yamamoto Jōchō (山本 常朝 altresì conosciuto come Furumaru?) (11 giugno 1659 – 30 novembre 1719), è stato un militare e filosofo giapponese.
Era un samurai della prefettura di Saga nella provincia di Hizen (Kyūshū) che serviva Mitsushige Nabeshima, al cui servizio era entrato all'età di soli 9 anni. A vent'anni conobbe prima Tannen, un monaco Zen che aveva lasciato il tempio locale in segno di protesta per la condanna di un altro monaco, e Ishida Ittei, un letterato confuciano consigliere di Nabeshima esiliato per più di 8 anni per essersi opposto alla decisione di un daimyō.
Quando il suo patrono morì nel 1700, non scelse il junshi (accompagnare il signore nella morte eseguendo il seppuku) perché Nabeshima aveva mostrato di condannare la pratica quando era in vita e voleva seguirne la volontà. Dopo alcuni screzi con il successore di Nabeshima, Yamamoto decise di prendere i voti buddhisti con il nome Jōchō e di ritirarsi in un eremo sulle montagne.
Ormai vecchio, tra il 1709 e 1716 raccontò i suoi pensieri a un altro samurai, Tsuramoto Tashiro; molti di questi riguardavano il padre e il nonno del suo patrono, il bushidō e la decadenza della casta samurai nel pacifico periodo Edo. Tashiro non pubblicò il contenuto delle conversazioni avute con Tsunetomo che molti anni più tardi, con il nome collettivo di Hagakure (葉隱 o 葉隠? "All'ombra delle foglie").
Lo Hagakure non fu molto noto durante gli anni dello shogunato, ma intorno agli anni trenta era divenuto uno dei testi più famosi sul bushidō insegnati in Giappone.